# Socket 939
Il Socket 939 è il socket introdotto da AMD con le CPU Athlon 64, Athlon 64 FX e Athlon 64 X2 a inizio 2004. È stato il successore del Socket A usato per gli Athlon XP, e si affianca al Socket 754 per gli Athlon 64 di fascia bassa, e al Socket 940 utilizzato sia dai processori Opteron sia dai primi Athlon 64 FX. A differenza del Socket 775 introdotto da Intel, il Socket 939 non supporta memoria RAM DDR2 ma introduce invece per gli Athlon 64 FX la possibilità di utilizzare memoria "Un-Registered" (ovvero non ECC) che è utile soprattutto in ambito server ma che introduce maggiore latenza nell'accesso.
È stato sostituito dal Socket AM2 nei primi mesi del 2006.